# Heizkraftwerk Freimann
Das Heizkraftwerk Freimann ist eine in Kraft-Wärme-Kopplung betriebene Anlage der Stadtwerke München am Frankfurter Ring im Münchner Stadtbezirk Schwabing-Freimann. 

## Beschreibung
Es befindet sich eigentlich im Stadtteil Schwabing. Trotzdem wurde das Kraftwerk nach dem Stadtteil Freimann benannt, dem das Grundstück Jahrzehnte vor seinem Bau zugeordnet war (genauer: zum Bau der Bahnstrecke des Nordrings wurden Grundstücke der damaligen Gemeinde Freimann an die Stadt München abgetreten und dem Grundbuch Schwabing zugewiesen).
Zwischen 1974 und 2015 wurde mit zwei Gasturbinen elektrische Energie und Wärme erzeugt, als Brennstoff diente Erdgas. Das Heizkraftwerk erzeugte eine maximale Fernwärmeleistung von 400 MW, die elektrische Leistung betrug 160 MW. Der Netzanschluss erfolgt auf der 110-kV-Hochspannungsebene in das Stromnetz des Verteilnetzbetreibers SWM Infrastruktur.
Nachdem die Gasturbinen 2015 stillgelegt wurden, existierten am Standort zwischenzeitlich nur zwei Heizkessel mit zusammen 260 MW thermischer Leistung. 2018 entschieden sich die Stadtwerke München dazu, erneut zwei Gasturbinen mit je 50 MW elektrischer und 125 MW thermischer Leistung zu installieren, die Inbetriebnahme erfolgte 2020.
Optisch auffällig sind 18 weithin sichtbare Wärmespeicher, die als Pufferbehälter für die Fernwärme dienen. 
Ende 2020 wurde ein Batteriespeicher mit einer Kapazität 10 MWh und 8,4 MW Primärregelleistung in Betrieb genommen. Dieser soll der Netzstabilisierung dienen und den Schwarzstart des Heizkraftwerks ermöglichen.
Das Heizkraftwerk Freimann emittierte zwischen 2005 und 2009 jährlich zwischen 16 und 86 Tausend Tonnen Kohlendioxid.